# Solidaritätsjugend Deutschlands
Die Solidaritätsjugend Deutschlands im Rad- und Kraftfahrerbundes "Solidarität" Deutschland 1896 e.V. (kurz: Solijugend oder Soli) gründete sich 1954 als eigenständige Jugendorganisation innerhalb des aus der Arbeiterbewegung stammenden RKB "Solidarität" Deutschland 1896 e. V. Sie ist vor allem auf den Feldern Jugendsport, Jugendkultur, Jugendbildung, Jugendpolitik und der Internationalen Jugendarbeit aktiv, wobei vor allem die Internationale Jugendarbeit das Standbein des Verbands ist.
Mit ihren rund 30.000 Mitgliedern im ganzen Bundesgebiet (Eigenangaben für 2006) gilt die Solidaritätsjugend als kleiner Jugendverband.
Sitz der Solidaritätsjugend ist Offenbach am Main. Hier befindet sich die Bundesgeschäftsstelle und die Jugendbildungsstätte des Verbandes. Des Weiteren hat der Verband eine Hauptstadtvertretung in Berlin.
Die Solidaritätsjugend ist Mitglied im Deutschen Bundesjugendring sowie im Informations- und Dokumentationszentrum für Antirassismusarbeit.